# Conchocarpus paniculatus
Conchocarpus paniculatus là một loài thực vật có hoa trong họ Cửu lý hương. Loài này được (Engl.) Kallunki & Pirani mô tả khoa học đầu tiên năm 1998.